# جبل فائض
جبل فَائِض جبل يقع بولاية سيدي بوزيد من الوسط التونسي، شمال شرقي قرية فائض وجنوب غربي قرية سيدي خليف وجنوب جبل سيدي خليف.